# Galium neglectum
Galium neglectum är en måreväxtart som beskrevs av Le Gall, Jean Charles Marie Grenier och Dominique Alexandre Godron. Galium neglectum ingår i släktet måror, och familjen måreväxter. Inga underarter finns listade i Catalogue of Life.